# Metaphycus sylvaticus
Metaphycus sylvaticus is een vliesvleugelig insect uit de familie Encyrtidae. De wetenschappelijke naam is voor het eerst geldig gepubliceerd in 1972 door Annecke & Mynhardt.